# Tetranitrometan
Tetranitrometanz kratico TeNMe (kemijska formula C(NO2)4) je tekoči eksploziv.
Pri eksploziji se sproži detonacija s hitrostjo 6.360 m/s, pri čemer se sprosti 2.259 kJ/kg toplotne energije in 685 l/kg plina. Tetranitrometan je s kisikom bogat eksploziv, zato z gorivi tvori zelo nestabilne in občutljive eksplozivne zmesi z visoko detonacijsko hitrostjo (primer mešanica tetranitrometana s toluenom(metilbenzenom) ima detonacijsko hitrost okoli 8000 m/s in je bolj nestabilna kot nitroglicerin). Tetranitrometan je bil celo predlagan za kemično orožje zaradi svoje toksičnosti dovoljena koncentracija TeNMe v zraku je okoli 4ppm(delov na milijon delov zraka), in je tudi kancerogen. Tetranitrometan eksplodira z destilacijo v zraku, zato je treba uporabiti parno destilacijo(Destilacija s pomočjo vodne pare).